# 50-мм ротный миномёт образца 1941 года
50-мм ротный миномёт образца 1941 года (РМ-41) — советский лёгкий миномёт времён Великой Отечественной войны.

## История
В отличие от большинства других советских миномётов, спроектированных по схеме мнимого треугольника РМ-41, был создан по «глухой схеме» — все части миномёта располагались на опорной плите. Конструкционной особенностью миномёта было то, что стрельба производилась лишь при двух углах возвышения: 50° или 75°. Регулировка по дальности производилась так называемым дистанционным краном, находящимся в казённой части ствола и выпускающим часть газов наружу, тем самым уменьшая давление в стволе. Прицельное устройство было упрощённого типа, поскольку миномёт предназначался для непосредственного сопровождения пехоты. Как и все остальные миномёты 50 мм калибра, из-за недостаточной мощности РМ 41 был снят с вооружения, когда советские войска перешли к массовым наступательным операциям во второй половине Великой Отечественной войны.
Как выяснилось позже, 50 мм миномёты были полезны в городских боях для поражения позиций неприятеля, расположенных на крышах зданий. Для этого советские войска использовали трофейные немецкие миномёты 5cm leichter Granatenwerfer 36. Ввиду возможности использования трофейных боеприпасов, в различных партизанских формированиях эти миномёты использовались до конца войны. РМ-41 был весьма технологичен в производстве и производился в таких количествах, что он стал одним из самых массовых моделей миномётов. Всего между 1941 и 1943 гг было выпущено более 130 тысяч миномётов обр. 1941 г.

## Тактико-технические характеристики
50-мм миномёт РМ41:
- Калибр, мм: 50
- Вес в боевом положении, кг: 10
- Угол ГН, град: 16
- Угол ВН, град: +50 и +75
- Начальная скорость снаряда, м/с: 97
- Максимальная дальность стрельбы, м: 800
- Скорострельность, выстр/мин: 30
- Расчёт, человек: 2

## Где можно увидеть
- Россия — Музей отечественной военной истории в деревне Падиково Истринского района Московской области.